# Snoopy
 (octobre 2023).
Snoopy est un chien, personnage principal[réf. nécessaire] du comic strip Peanuts, de race beagle qui a fait sa première apparition le 4 octobre 1950. Lui et son maitre Charlie Brown sont les personnages principaux de la bande dessinée. Dans le comic, son comportement devient progressivement « humain » : il se met à marcher sur deux pattes, à penser et à philosopher. Il passe aussi son temps à se relaxer sur le toit de sa niche en se couchant sur le dos.
Selon le site www.peanuts.com, Snoopy n'est pas un beagle ordinaire. Il est un amoureux des livres et un aspirant écrivain. Il est également collectionneur de beaux-arts et un connaisseur de root beer (racinette). De plus, son imagination imparable aide à garder sa vie tout sauf ordinaire. Snoopy n'oublie jamais quand il est temps de manger et célèbre souvent l'occasion avec une danse joyeuse. En tant qu'auteur de renommée mondiale, Snoopy essaie toujours d'écrire le grand roman américain. Snoopy lit Guerre et Paix à raison d'un mot par jour.
Dans ses rêves, Snoopy se voit en astronaute, le premier à avoir marché sur la Lune. Snoopy est un aviateur de la Première Guerre mondiale, perpétuellement aux prises avec l'as des airs allemand Manfred von Richthofen, alias le Baron Rouge. Dans ses rêves, il est le joueur de billard Eddie Vite-fait du film L'Arnaqueur, ou le légionnaire Beau Geste, ainsi qu'un célèbre écrivain, un grand joueur de hockey, un joueur de tennis, un scout, etc.
Snoopy a de nombreux frères et sœurs, dont Belle, Spike, Andy, Olaf et Marbles. Son meilleur ami est Woodstock, un petit oiseau qui deviendra son compagnon et son confident.

## Mascotte et usage publicitaire

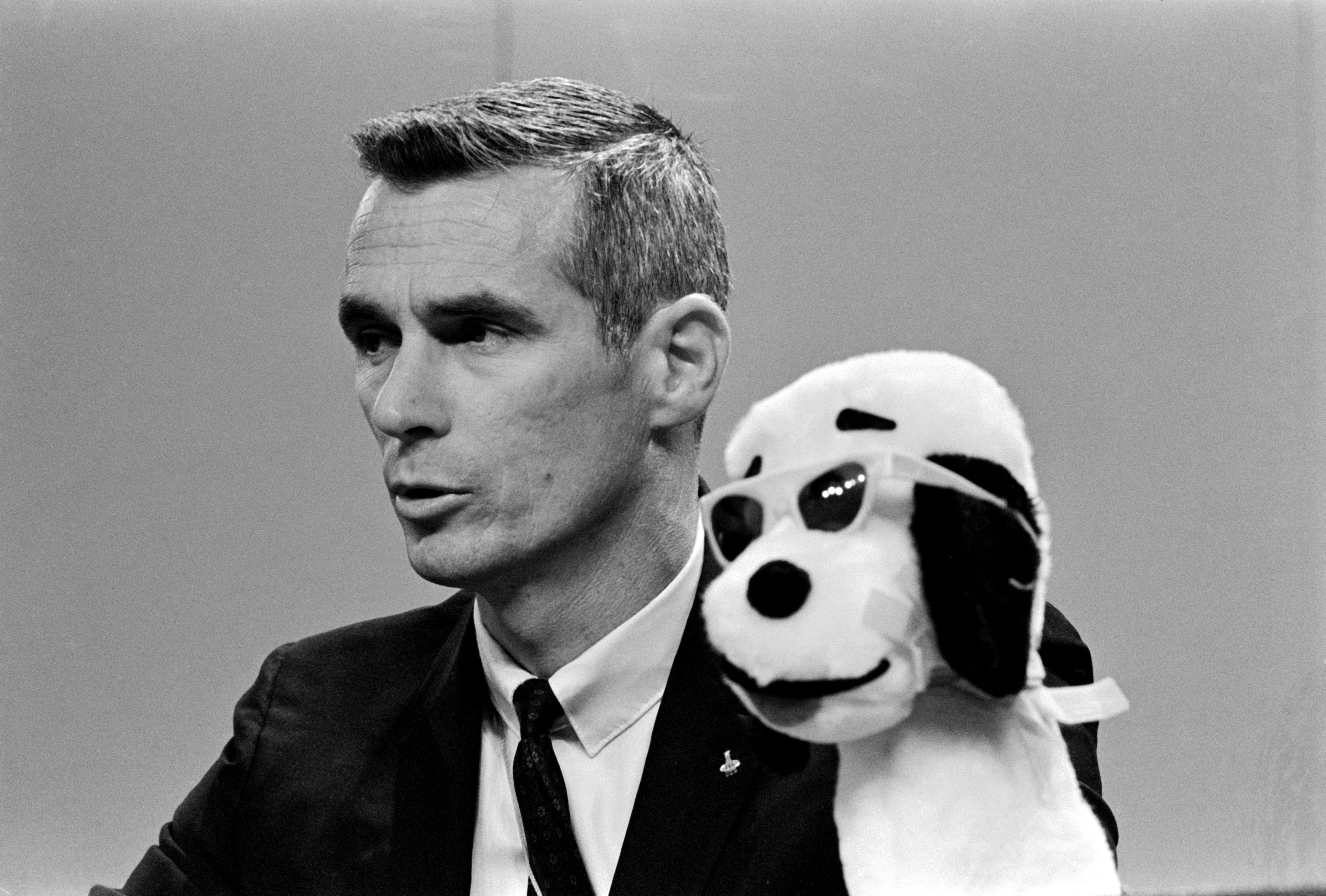
L'astronaute Eugene Cernan d'Apollo 10, avec une marionnette de Snoopy lors d'une conférence de presse en 1969.

En janvier 1967, les trois astronautes de la mission Apollo 1 meurent carbonisés dans l'incendie de leur capsule sur le pas de tir, avant même leur décollage, faute de pouvoir s'en extraire.
Cet accident est un grand traumatisme pour les États-Unis et la NASA, qui décide par la suite de créer un prix spécial décerné aux employés et sous-traitants de la NASA pour leur idées, leurs inventions et leur implication personnelle dans tout ce qui favorise la sécurité des vols et la sécurité des astronautes. Ce prix utilise Snoopy comme mascotte, avec l'accord de Charles Schulz, ardent supporter du programme Apollo, qui offre gracieusement son personnage à la NASA et dessine lui-même la décoration. L'épinglette, réalisée en argent Sterling, est ainsi dénommée Silver Snoopy Award (prix d'argent Snoopy).
Face à l'enthousiasme général qu'il suscite, l'utilisation de Snoopy en guise de mascotte est généralisée pour les programmes suivants de vols habités à partir de la mission Apollo 10, qui adopte les noms de Charlie Brown pour le module de commande et de Snoopy pour le module lunaire.
En 2019, la NASA annonce renouveler l'utilisation de Snoopy comme mascotte pour le programme Artemis. Une peluche Snoopy est utilisée comme indicateur de gravité dans Artemis I placé en orbite autour de la Lune.
Snoopy est également choisi comme mascotte par de nombreuses marques, notamment par la compagnie d'assurance MetLife de 1985 à 2007.